# Allium dirphianum
Allium dirphianum är en amaryllisväxtart som beskrevs av Salvatore Brullo och Al. Allium dirphianum ingår i släktet lökar, och familjen amaryllisväxter. Inga underarter finns listade i Catalogue of Life.